# Pawian niedźwiedzi
Pawian niedźwiedzi, pawian czakma, czakma, pawian niedźwiedziowy (Papio ursinus) – gatunek ssaka naczelnego z podrodziny koczkodanów (Cercopithecinae) w obrębie rodziny koczkodanowatych (Cercopithecidae).

## Taksonomia
Gatunek po raz pierwszy zgodnie z zasadami nazewnictwa binominalnego opisał w 1792 roku brytyjski przyrodnik Robert Kerr jako podgatunek P. hamadryas  i nadając mu nazwę Simia (Cercopithecus) hamadryas ursinus. Miejsce typowe to Przylądek Dobrej Nadziei, w Prowincja Przylądkowa Zachodnia, Południowa Afryka. Kerr swój opis oparł o „Baboons” Thomasa Pennanta z 1781 roku.
W odpowiednich strefach kontaktu występujących w Zambii podgatunek griseipes krzyżuje się z P. kindae i P. cynocephalus cynocephalus. Dokładne granice zasięgu występowania podgatunków i zakres hybrydyzacji są niejasne. Populacje południowe i północne, mające genetycznie różne mitochondria (najprawdopodobniej P. u. ursinus i P. u. griseipes), pokrywają się geograficznie w rezerwacie przyrody Loskop Dam Nature Reserve w Południowej Afryce na wschodzie i w środkowej Namibii na zachodzie. Trzecia linia mitochondrialna, najprawdopodobniej ruacana, występuje w skrajnie północnej Namibii i południowo-zachodniej Angoli.
Autorzy Illustrated Checklist of the Mammals of the World rozpoznają trzy podgatunki. Podstawowe dane taksonomiczne podgatunków (oprócz nominatywnego) przedstawia poniższa tabelka:
| Podgatunek      | Oryginalna nazwa          | Autor i rok opisu | Miejsce typowe                                                                 | Holotyp |
| --------------- | ------------------------- | ----------------- | ------------------------------------------------------------------------------ | --- |
| P. u. griseipes | Papio porcarius griseipes | Pocock, 1911      | Potchefstroom, Transwal (= Prowincja Północno-Zachodnia), Południowa Afryka.   | Skóra dorosłej samicy (sygnatura BMNH Mammals 1911.3.26.1) ze zbiorów Muzeum Historii Naturalnej w Londynie; okaz zebrał J.J. Adams. |
| P. u. ruacana   | Papio comatus ruacana     | Shortridge, 1942  | Otjiwau (10 mi (16 km) na północ od Kaoko-Otavi), pustynia Kaokoveld, Namibia. | Dorosły samiec (sygnatura nr 3646) ze zbiorów Amathole Museum; okaz zebrany 23 czerwca 1927 roku.                                    |

### Etymologia
- Papio: fr. papión „pawian”, od hiszp. papion „pawian”; nazwa w nowoczesnej łacinie została zaadaptowana przez Buffona[26].
- ursinus: łac. ursinus „podobny do niedźwiedzia, niedźwiedzi”, od ursus „niedźwiedź”[27].
- griseipes: średniowiecznołac. griseum „szary”; łac. pes, pedis „stopa”, od gr. πους pous, ποδος podos „stopa”[28].
- ruacana: Ruacana Falls, rzeka Kunene, Namibia/Angola[13].

## Zasięg występowania
Pawian niedźwiedzi występuje w zależności od podgatunku:
- P. ursinus ursinus – pawian niedźwiedzi – zachodnia i południowa Namibia, Południowa Afryka (z wyjątkiem północno-wschodniej części), Eswatini i Lesotho; granice z podgatunkami griseipes lub ruacana są niejasne.
- P. ursinus griseipes – pawian szarostopy – południowo-zachodnia Zambia, południowo-zachodnie Zimbabwe, Botswana, południowy Mozambik (na południe od rzeki Zambezi) i północno-wschodnia Południowa Afryka.
- P. ursinus ruacana – pawian namibijski – południowo-zachodnia Angola (na północ wzdłuż wybrzeża do około 11°30′S) i północna Namibia.

## Morfologia
Długość ciała (bez ogona) samic 51–62 cm, samców 68–100 cm, długość ogona samic 37–44 cm, samców 42–84 cm; masa ciała samic 12–20 kg, samców 25–35 kg. Dymorfizm płciowy jest wyrażony rozmiarami (samice osiągają 52–60% masy ciała samca) i ubarwieniem. Duży, silnie zbudowany pawian o bardzo długim i wąskim pysku, część twarzowa czarna. Ciało pokryte szarobrązowym lub czarnym włosem.

## Tryb życia
Zasiedlają łąki i sawanny porośnięte krzewami oraz okolice skaliste w pasie od brzegu morza do wysokości ponad 2100 m n.p.m. Prowadzą przede wszystkim naziemny tryb życia. Przebywają w mieszanych grupach, złożonych z 20–80 osobników.
Ciąża trwa od 173 do 193 dni, po czym rodzi się jedno młode w miocie. W niewoli żyją do 45 lat.

## Relacje z ludźmi
Pawian niedźwiedzi jest szeroko rozpowszechniony i nie należy do zagrożonych gatunków zwierząt. Jednak w niektórych miejscach, takich jak południowy Półwysep Przylądkowy w Republice Południowej Afryki, lokalne populacje zmniejszają się z powodu utraty siedlisk i drapieżnictwa ze strony innych chronionych gatunków, takich jak lamparty i lwy. Wiele stad stało się zagrożeniem na przedmieściach, szukając jedzenia przewracają pojemniki na śmieci i włamują się do samochodów i domów, gdzie wyrządzają wiele szkód. Te grupy mogą być niebezpieczne i agresywne, kradną nawet żywność bezpośrednio od ludzi. Te negatywne doświadczenia spowodowały, że sfrustrowani lokalni mieszkańcy polują na pawiany i zatruwają je. Uważa się, że ta izolowana południowoafrykańska populacja stanie w obliczu wyginięcia w ciągu 10 lat.

## Status zagrożenia
W Czerwonej księdze gatunków zagrożonych Międzynarodowej Unii Ochrony Przyrody i Jej Zasobów został zaliczony do kategorii LC (ang. least concern ‘najmniejszej troski’).